# 顧炎武
顧 炎武（こ えんぶ、万暦41年5月28日（1613年7月15日） - 康熙21年1月9日（1682年2月15日））は、中国明代末期から清代初期（明末清初）の儒学者。明の滅亡に際して反清運動に参加した。経学や史学の傍ら、経世致用の実学を説いた。清朝考証学の祖の一人。

## 略歴
顧炎武は本来の名を絳、字を忠清という。清代以後に名を炎武、字を寧人と改め、号を亭林とした。蘇州府崑山県千墩（現在の江蘇省蘇州市崑山市千灯鎮）の出身。明末の東林党の流れを引き継ぐ政治結社復社に参加していた。順治元年（1644年）に李自成によって明が滅び、清が中国本土に侵入してくると郷里の子弟を組織して義勇軍を結成して清朝支配に抵抗して、各地を流浪しては反清の活動に積極的に携わっていた。
各地を流浪するにあたり、一緒に共する馬に書物を満載しながら文献と照らし合わせた実地調査を行い、地理や歴史の研究に勤しんだ。また、経学・訓詁学・音韻学・金石学などにも精通していた。その上で、陽明学を批判し、世に有益な経世致用の学を追究した。晩年は華陰に居を構え、清朝の仕官要請を断り続けた。甥の徐乾学は、康熙9年（1670年）に進士（3番で合格）、清朝の高官（刑部尚書）となった。

## 著書と思想
顧炎武は清朝考証学の浙西学派の祖と称される。しかし清初三大師といわれる黄宗羲や王夫之（船山）と同じように反清復明運動に携わっていた経歴は、現実社会に対する批判という性格を帯びてその学問にもあらわれている。
代表的著作といわれる『日知録』は一見すると随筆を寄せ集めた文集である。しかしその論ずるところは多岐にわたり、中でも歴史に関する箇所は明代の政治経済や社会について鋭い見解を示しており、そのまま現実に対する批判と提議へとつながっている。そして各項目とも事実についてただ論じ批評するのではなく、十分な考証を行った上でその議論を行っている。もっともその著作が、世間に公開されたのは没後であり、清代の考証学者たちは彼の実証主義的な手法を専ら採り入れることとなる。
この他、中国各地の地学・特徴・軍事などのあらゆる点を論じた『天下郡国利病書』や、音韻学について述べた『音学五書』などがある。

## 関連書籍
- 顧炎武『顧亭林先生遺書十種』蓬瀛閣、清末 エラー: 日付が正しく記入されていません。（説明）。
- 清水茂『顧炎武集 中国文明選7』、朝日新聞社、1974年、再版1977年
- 井上進『顧炎武 中国歴史人物選10』、白帝社、1994年。ISBN 4891742275
- 『清朝初期の尚書研究　顧炎武『日知録』と閻若璩(エン ジャクキョ)『尚書古文疏證』』、野間文史訓注、明徳出版社、2023年
- 『顧炎武と平賀中南の春秋學』、野間文史訓注、明徳出版社、2024年